# If I Die First
If I Die First es una banda de post-hardcore, formada en abril del año 2020.

## Historia
Su formación inicial consistió de Travis Richter a la guitarra y voz gritadas, los raperos emo Lil Lotus (voz principal), Lil Zubin (voz clara y teclado), y Nedarb Nagrom (guitarra y voz clara), sumado a los músicos de acompañamiento de Ghostemane: Cayle Sain (batería) y Nolan Nunes (bajo).
Los miembros se conocieron a través de SoundCloud, tomando su nombre del EP de la rapera de Filadelfia Chynna Rogers, In Case I Die First. Rogers era amiga de Nagrom, quien murió en abril de 2020.
El 8 de julio lanzaron un video musical para el sencillo "Where Needles And Lovers Collide", dirigido por Max Beck y Richter; además de anunciar el lanzamiento de su EP debut My Poison Arms. El 10 de julio lanzaron el EP, que consta de seis pistas. Fue registrado por cada miembro individualmente durante la pandemia de COVID-19.
El 30 de marzo de 2021, la banda anunció un EP split con SeeYouSpaceCowboy, llamado A Sure Disaster;  estrenado el 14 de mayo en vinilo 12", a través de Velocity y Pure Noise Records. También lanzaron un vídeo para el sencillo colaborativo del EP: "bloodstainedeyes".

## Influencias
Su música ha sido categorizada como post-hardcore y screamo, en la línea de bandas dosmileras como Saosin, Senses Fail, Alexisonfire, y Armor for Sleep. Además de influenciarse fuertemente del emo pop, emo, pop punk, y metalcore.
If I Die First está catalogado dentro del revival de mallcore, una forma coloquial de llamar a bandas de post-hardcore populares de la primera década del 2000, tanto por su estética como sonido en particular. A esto se suman grupos como Wristmeetrazor, SeeYouSpaceCowboy, y Static Dress.

## Miembros
| Miembros actuales - Lil Lotus – voces (2020–presente) - Lil Zubin – voces, teclados (2020–presente); bajo (2020–presente) - Travis Richter – guitarras, voces (2020–presente) - Nedarb Nagrom – guitarras, voces (2020–presente); bajo (2020) - Derek Bloom – batería (2020–presente) | Miembros anteriores - Cayle Sain – batería (2020) - Nolan Nunes – bajo (2020) |

## Discografía
- My Poison Arms EP (2020)
- A Sure Disaster split 12" con SeeYouSpaceCowboy (2021, Velocity/Pure Noise)
- They Drew Blood EP 12" (2021, Velocity)

Singles
- "Where Needles and Lovers Collide" (2020)
- "My Nightmares Would Do Numbers As Horror Movies" (2021)[10]
- "Walking a Razor's Edge" (2021)

## Videografía
Vídeos musicales
| Año  | Título                                               | Director                      |
| ---- | ---------------------------------------------------- | ----------------------------- |
| 2020 | "Where Needles and Lovers Collide"                   | Max Beck, Travis Richter      |
| 2020 | "Is It Me or Your Secrets That Keep You Up at Night" | Quinn Donovan, Travis Richter |
| 2021 | "bloodstainedeyes"                                   | Cameron Nunez                 |
| 2021 | "My Nightmares Would Do Numbers As Horror Movies"    | Davieedave, Nedarb Nagrom     |
| 2021 | "Walking a Razor's Edge"                             | Wiggy, Travis Richter         |